# Luis Cano Villegas
Luis Cano Villegas (Envigado, 15 de agosto de 1885-Bogotá, 22 de julio de 1950) fue un periodista, publicista, empresario de medios y político colombiano, miembro del Partido Liberal Colombiano. 
Además de su actividad política, a comienzos y mediados del siglo XX, se le conoce también por haber sido director del diario El Espectador, de 1915 a 1949.

## Biografía
Siendo aún estudiante del Instituto Caldas, de Medellín incursionó por primera vez en la prensa, publicando, junto con su hermano Joaquín, dos periódicos titulados "El Albor" y "Lectura Amena". S

### Carrera
Mientras El Espectador permaneció cerrado por orden del gobierno de Rafael Reyes, Cano Villegas viajó al exterior y ejerció el periodismo en "El Comercio" de San José de Costa Rica en 1905. Entre 1907 y 1912 fue redactor del "Diario Ilustrado", de Santiago de Chile, en donde también tuvo a su cargo el consulado colombiano en la capital chilena. De regreso a Colombia, asumió la dirección de la "Gaceta Republicana", entre 1913 y 1915.
El 10 de febrero de 1915, fundó la edición de Bogotá de El Espectador, mientras que su hermano Gabriel Cano se mantuvo a cargo de la de Medellín, que venía publicándose a partir de enero de 1913. Desde El Espectador, en ese entonces vespertino, defendió las ideas liberales y fue miembro activo del Partido Liberal, del que llegó a ser parte de su Director Nacional. Junto con otros periódicos, impulsó de manera abierta la candidatura presidencial de Enrique Olaya Herrera en 1930, y su apoyo fue decisivo en el triunfo del liberalismo, luego de 44 años de Hegemonía Conservadora.
Luis Cano fue elegido Representante a la Cámara en 1921, y senador de la República de 1932 a 1936. Actuó también como delegatario de Colombia en la Conferencia de Río de Janeiro, en 1934, convocada para dar solución a la guerra con el Perú, y más tarde, como embajador plenipotenciario en Suiza. En 1942, hizo parte de la baraja de candidatos para suceder a Eduardo Santos en la Presidencia de la República, pero él mismo se autoexcluyó de esa posibilidad, al escribir un editorial en el que daba su total apoyo a Alfonso López Pumarejo.

### Últimos años
Luego de los hechos de violencia del Bogotazo, Cano Villegas encabezó una comitiva que dialogó con el presidente Mariano Ospina Pérez para buscar soluciones a la crisis. De ahí en adelante, su salud comenzó a declinar y se agravó aún más cuando Ospina Pérez implantó la censura de prensa, el 9 de noviembre de 1949. Luis Cano renunció a la dirección de El Espectador y al día siguiente fue reemplazado por Gabriel Cano. Ocho meses después, el 22 de julio de 1950, Luis Cano Villegas falleció de un paro cardíaco.

## Familia

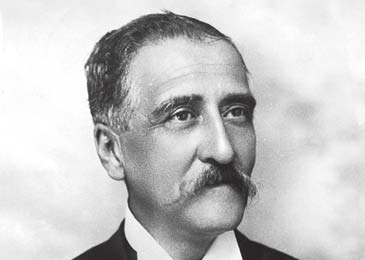
Fidel Cano Villegas, su padre.

Luis Cano Villegas era hijo del también periodista Fidel Cano Gutiérrez, fundador del diario familiar El Espectador, y de su esposa María Elena Villegas Restrepo, siendo hermano de Jesusita, Carlos Fidel, Elena, María, Julia, Joaquín, Genoveva, Francisco, Gabriel (también directivo del diario familiar), María Luisa, Adelaida, Leonor y Elvira Cano Villegas.
Su hermano Gabriel, casado con Luz Isaza Restrepo, fue el padre de los también periodistas Luis Gabriel, Guillermo, Alfonso y Fidel Cano Isaza. Guillermo, su sobrino, fue quien lo sucedió en la dirección de El Espectador, desde 1950 hasta su asesinato en 1986, a manos de sicarios a sueldo del Cartel de Medellín. Por otro lado, a la muerte de Cano Isaza, su hijo y sobrino segundo de Luis, Juan Guillermo Cano, se hizo cargo del diario hasta 1993. Otro de sus hermanos, Fidel, fue el padre del actual director del diario, Fidel Cano Correa, quien dirige el periódico de los Cano desde 2001.

### Matrimonio y descendencia
Luis contrajo matrimonio el 31 de mayo de 1914 con Paulina Nieto Caballero (fallecida en 1959)siendo padres de Elena "Nena" Cano Nieto,, una de las primeras mujeres periodistas de Colombia, y notable en el campo de la pedagogía.
Su esposa era hermana de los escritores Agustín y Luis Eduardo Nieto Caballero, siendo los 3 sobrinos del político Lucas Caballero Barrera, y primos por esta línea de la periodista Cecilia Caballero Blanco, esposa del expresidente Alfonso López Michelsen. Su cuñado Agustín era abuelo de la periodista María Elvira Samper Nieto, exesposa a su vez del presentador José Gabriel Ortiz. Samper es prima de los expresidentes Ernesto Samper Pizano y Juan Manuel Santos; este último también es sobrino nieto del expresidente Eduardo Santos Montejo, director del diario El Tiempo, la competencia directa de El Espectador.